# 석관천
석관천(石串川)은 대한민국 경상북도에 위치한 하천이다.
경상북도 영주시 봉현면 노좌리에서 발원하여 남쪽으로 흐르다 예천군 보문면 간방리에서 내성천으로 합류하는 하천이며, 석관천이라는 이름은 돌곶이(石串)에서 유래했다.